# Gladde witbol
De gladde witbol of zachte witbol (Holcus mollis) is een wilde vaste plant uit de grassenfamilie (Poaceae).
De plant wordt 30–90 cm hoog. De stengel is slap, meestal geknikt opstijgend en alleen op de knopen behaard. De plant vormt kruipende wortelstokken dit in tegenstelling tot gestreepte witbol. Gladde witbol bloeit van juni tot augustus in pluimen met minder aartjes dan die van de gestreepte witbol (Holcus lanatus).
Het blad is grijsgroen en is aan de bovenkant verspreid behaard of soms bijna kaal. De bladschede is dicht behaard. Elk blad heeft een lengte van maximaal 20 cm en is fijngepunt. De ligula (tongetje) is tot 4 mm lang en heeft een vlakke top.
De aartjes zijn 4–6 mm lang en bestaan uit twee bloemen. De tweede bloem is mannelijk en heeft aan het 5,5 mm lange lemma (onderste kroonkafje) een rechte of knievormig gebogen kafnaald, die duidelijk buiten de kelkkafjes uitsteekt. De kleur is wit. De kelkkafjes zijn langs de kiel kort gewimperd. De samengestelde pluim is aanvankelijk lancetvormig, maar wordt later meer piramidaal. De vrucht is een graanvrucht.

## Ecologie
Gladde witbol komt voor op oligotrofe zand-, leem- en dalgrond langs wegen, in grasland, in bos of aan waterkanten. Ook komt de plant op hoogveen voor.

### Syntaxonomie
Gladde witbol staat te boek als kensoort van de klasse van gladde witbol en havikskruiden (Melampyro-Holcetea mollis).

Afbeeldingen van gladde witbol
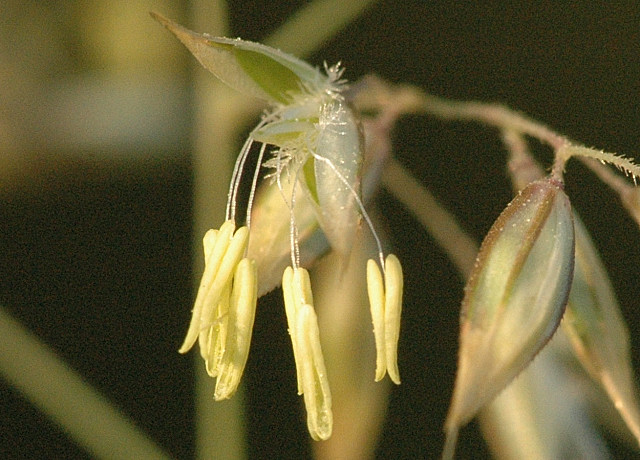
Aartje
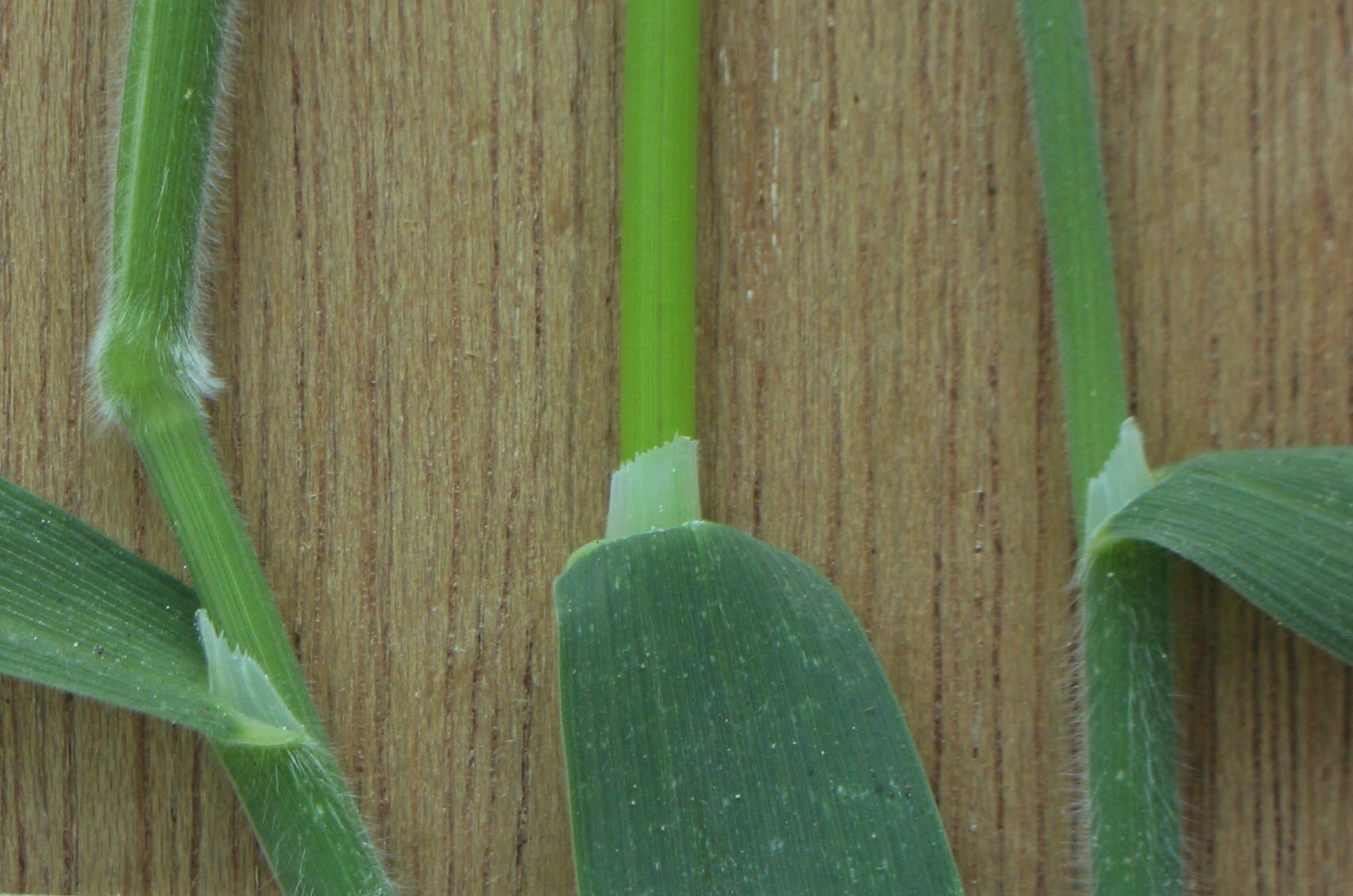
Tongetje
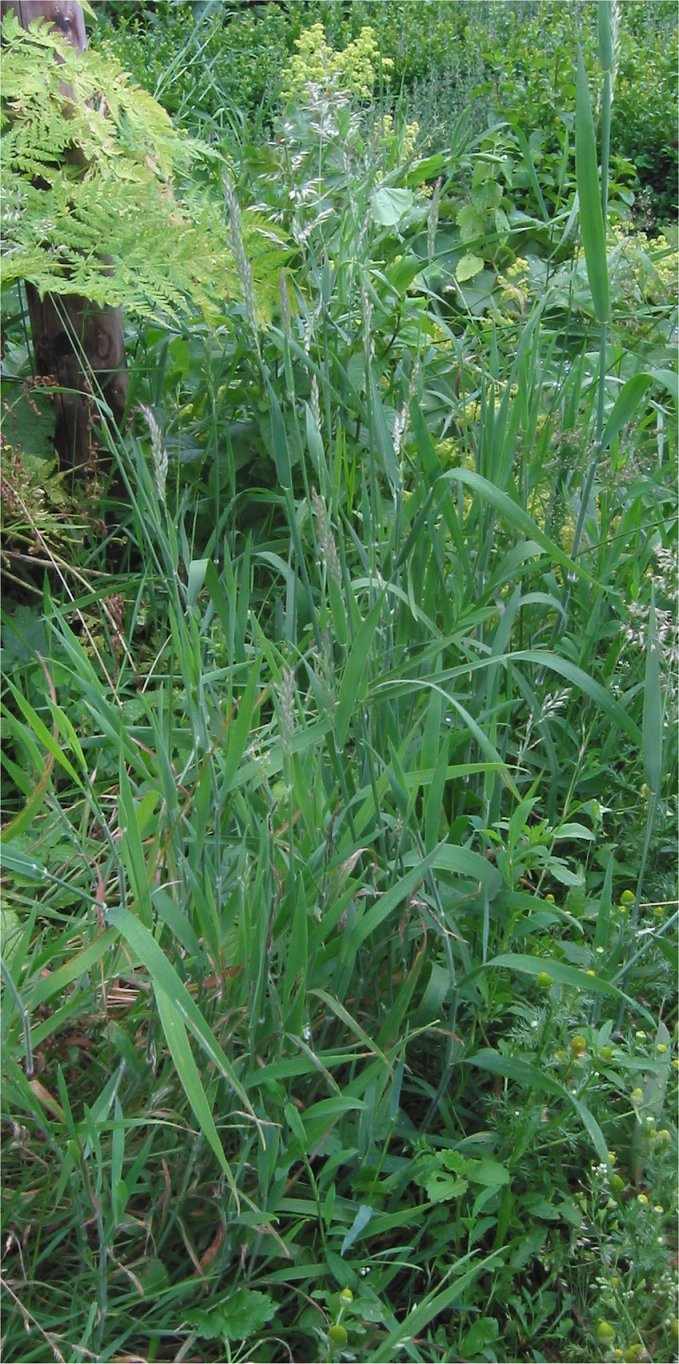
Gehele plant
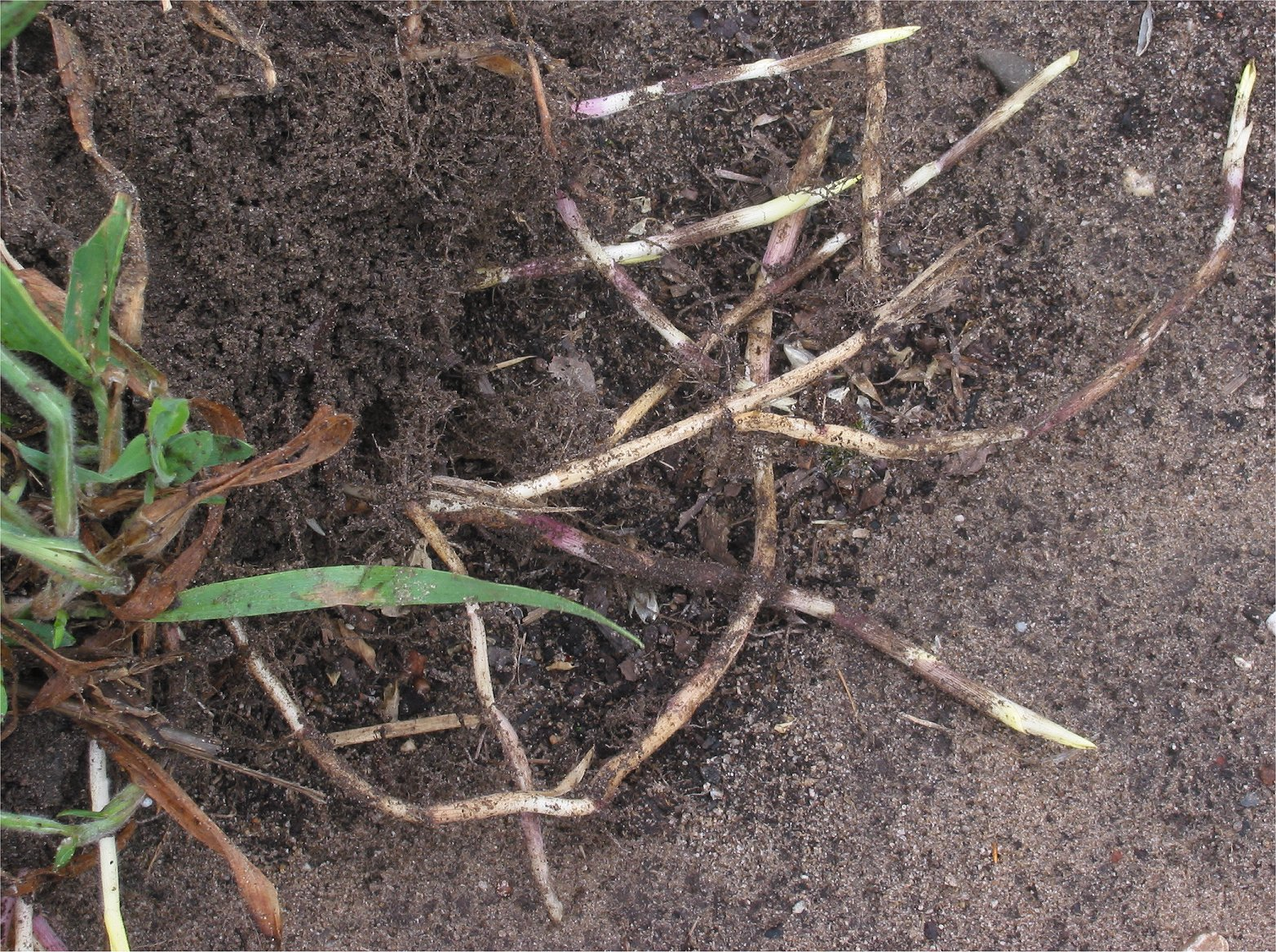
Wortelstokken